# 花山谜窟
花山谜窟位于中国安徽省黄山市屯溪区东部，渐江南岸，与渐江组成花山谜窟-渐江风景名胜区，是国家重点风景名胜区，以花山石窟群之名列为安徽省文物保护单位。
花山谜窟共有36座石窟，是目前中国已经发现的规模最大、谜团最多、面积最大的古石窟遗址。历史上从无记载，直到2000年才偶然发现。石窟中的钟乳石年龄已经超过1700年，故石窟的开凿的年代最晚当在晋朝，但其开凿的具体时间以及用途仍然是个谜，故称“谜窟”。